# Павлинка
Павли́нка — село Красносільської сільської громади в Одеському районі Одеської області, Україна. Населення становить 525 осіб.

## Географія
У селі бере початок річка Довбока.

## Населення

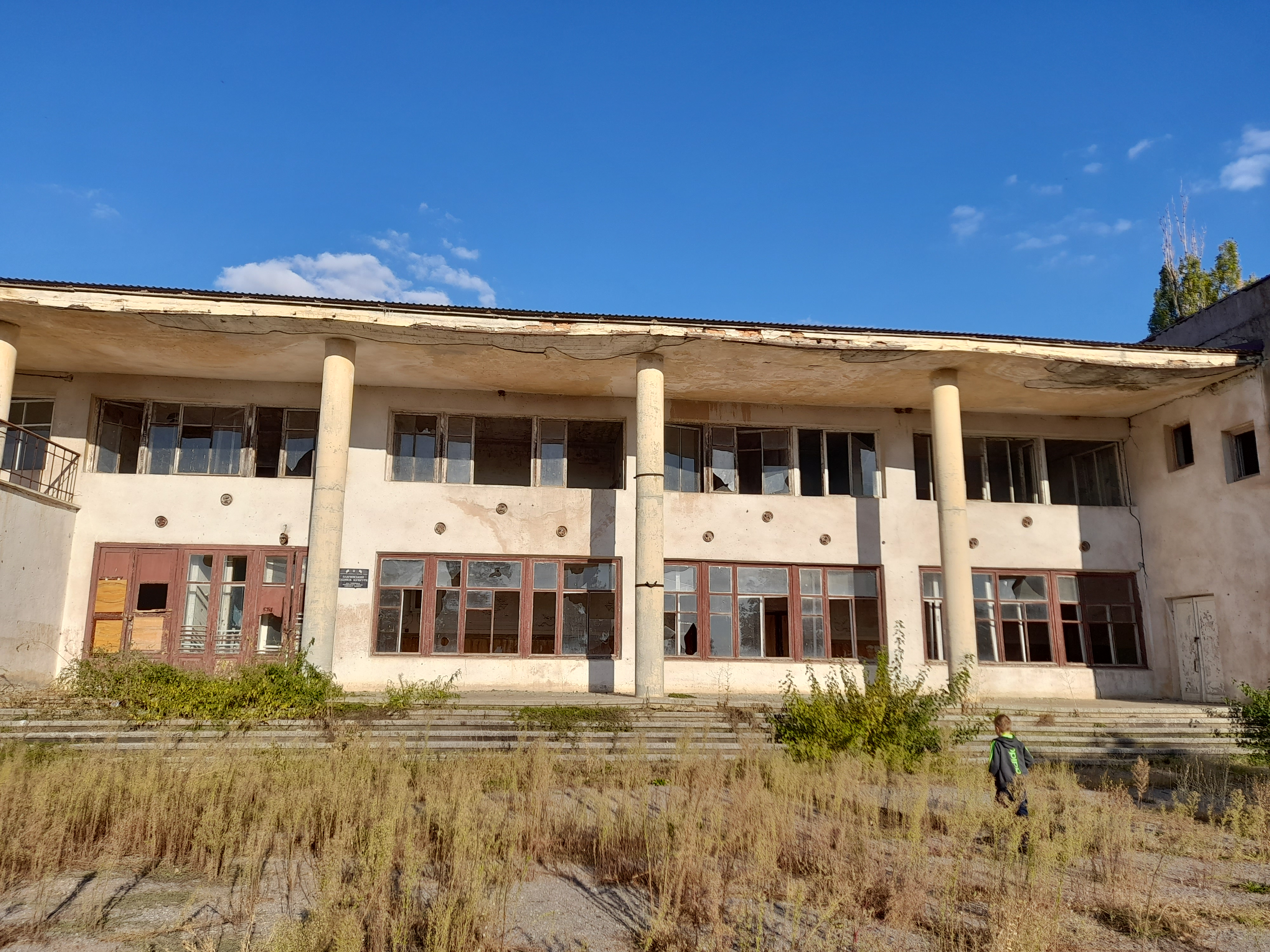
Занедбана будівля будинку культури в центрі села

Згідно з переписом 1989 року населення села становило 560 осіб, з яких 255 чоловіків та 305 жінок.
За переписом населення 2001 року в селі мешкали 524 особи.

### Мова
Розподіл населення за рідною мовою за даними перепису 2001 року:
| Мова       | Відсоток |
| ---------- | -------- |
| українська | 88,57 %  |
| російська  | 8,57 %   |
| молдовська | 1,52 %   |
| вірменська | 0,95 %   |
| болгарська | 0,19 %   |
| гагаузька  | 0,19 %   |

## Відомі люди
Уродженцем села є Безпалько Іван Гнатович (1924—1993) — повний кавалер ордена Слави.